# Cinq Rues British Cemetery
Cinq Rues British Cemetery is een Britse militaire begraafplaats met gesneuvelden uit de Eerste Wereldoorlog, gelegen in de Franse stad Hazebroek in het Noorderdepartement. De begraafplaats ligt twee kilometer ten westen van de stad, net voorbij het gehucht Les Cinq Rues langs de weg naar Sint-Omaars. Ze werd ontworpen door Noel Rew en wordt onderhouden door de Commonwealth War Graves Commission. Centraal aan de oostkant staat het Cross of Sacrifice. 
Er worden 227 gesneuvelden herdacht.

## Geschiedenis
Tijdens de oorlog werd de begraafplaats gedurende het Duitse lenteoffensief van het voorjaar van 1918 vooral gebruikt door veldhospitalen en troepen van de 29th Division. Er liggen 225 Britten en 2 Duitsers begraven. Voor 1 Brit werd een Special Memorial opgericht omdat men vermoedt dat hij onder deze grafsteen begraven ligt. Op deze grafzerk staat de tekst Believed to be gebeiteld.

## Graven

### Onderscheidingen
- J. Plowman, kapitein bij het Leinster Regiment en Hubert Lawrence Grogan, kapitein bij het Worcestershire Regiment werden onderscheiden met het Military Cross (MC).
- regiment sergeant-majoor Henry Michael Murphy van de Royal Dublin Fusiliers en soldaat T.W. Saville van de King's Own Yorkshire Light Infantry werden onderscheiden met de Distinguished Conduct Medal (DCM).
- de sergeanten  Edwin Willis Jim Fox, Sydney Frederick Hawke en Herbert William Robinson, korporaal Frederick John Dean en de soldaten W. Cunningham en Henry Starr ontvingen de Military Medal (MM).

### Alias
- soldaat George Stephen diende onder het alias George McLean bij de King's Own Scottish Borderers.